# انگیزه (مجموعه تلویزیونی)
انگیزه (به انگلیسی: Motive) یک مجموعه تلویزیونی آمریکایی با موضوع درام است. پخش این مجموعه از ۳ فوریه ۲۰۱۳ شروع شد و تا ۳۰ اوت ۲۰۱۶ ادامه پیدا کرد.
بازیگران این مجموعه کریستین لمن، لویی فره‌را، براندان پنی، لورن هالی، راجر کراس، وارن کریستی، کامرون برایت، جیمی کلیتون بودند.